# Élections cantonales de 1949 dans la Somme
Les élections cantonales ont eu lieu le 20 et le 27 mars 1949.

## Contexte départemental

### Assemblée départementale sortante
Avant les élections, le conseil général de la Somme est présidé par Max Lejeune (SFIO), à la tête du département depuis 1945. Il comprend 41 conseillers généraux issus des 41 cantons de la Somme. 22 d'entre eux sont renouvelables lors de ces élections.
| Parti                                          | Sigle | Sigle     | Élus | Groupe                                  |
| ---------------------------------------------- | ----- | --------- | ---- | --------------------------------------- |
| Centre-gauche (27 sièges)                      |       |           |      |                                         |
| Section française de l'Internationale ouvrière |       | SFIO      | 17   | Socialiste                              |
| Parti radical-socialiste                       |       | Rad.      | 8    | Rassemblement des gauches républicaines |
| Radicaux indépendants                          |       | Rad. indé | 1    | Rassemblement des gauches républicaines |
| Républicains indépendants                      |       | RI        | 1    | Rassemblement des gauches républicaines |
| Gauche (10 sièges)                             |       |           |      |                                         |
| Parti communiste français                      |       | PCF       | 10   | Communiste                              |
| Droite (4 sièges)                              |       |           |      |                                         |
| Mouvement républicain populaire                |       | MRP       | 3    | Indépendants                            |
| Rassemblement du peuple français               |       | RPF       | 1    | Indépendants                            |
| Président du conseil général                   |       |           |      |                                         |
| Max Lejeune (SFIO)                             |       |           |      |                                         |

## Conseil général élu
| Canton                | Conseiller sortant    | Parti | Parti     | Conseiller élu      | Parti | Parti     |
| --------------------- | --------------------- | ----- | --------- | ------------------- | ----- | --------- |
| Abbeville-Nord        | Fernand Beaurain      |       | Rad.      | Ernest Herman       |       | RPF       |
| Acheux-en-Amiénois    | Pierre Herbet         |       | MRP       | Raymond de Wazières |       | Rad.      |
| Ailly-le-Haut-Clocher | Bernard Maisant       |       | SFIO      | Bernard Maisant     |       | SFIO      |
| Albert                | Charles Allassonnière |       | PCF       | Henri Potez         |       | Rad.      |
| Amiens-Sud-Est        | Augustin Dujardin     |       | PCF       | Camille Goret       |       | SFIO      |
| Amiens-Sud-Ouest      | Maurice Vast          |       | SFIO      | Maurice Vast        |       | SFIO      |
| Ault                  | Victor Flamant *      |       | PCF       | Émile Quénot        |       | PCF       |
| Combles               | Gaston Deray          |       | PCF       | Robert Marlot       |       | Rad.      |
| Conty                 | Max Modeste           |       | RPF       | Max Modeste         |       | RPF       |
| Corbie                | Léon Lemaire          |       | PCF       | Paul Domisse        |       | SFIO      |
| Doullens              | Kléber Mopty          |       | Rad.      | Kléber Mopty        |       | Rad.      |
| Gamaches              | Marcelle Delabie      |       | Rad.      | Marcelle Delabie    |       | Rad.      |
| Molliens-Vidame       | Edmond Cavillon       |       | Rad. indé | Edmond Cavillon     |       | Rad. indé |
| Montdidier            | Georges Marcel        |       | SFIO      | Jean Doublet        |       | RPF       |
| Moyenneville          | Édouard Delozières    |       | SFIO      | Édouard Delozières  |       | SFIO      |
| Nesle                 | Pierre Doutrellot     |       | SFIO      | Pierre Doutrellot   |       | SFIO      |
| Roisel                | Robert Ricaux         |       | SFIO      | Paul Lejeune        |       | Rad.      |
| Rosières-en-Santerre  | Henri Renu ¹          |       | SFIO      | Eugène Doucet       |       | Rad.      |
| Roye                  | André Coël            |       | SFIO      | André Coël          |       | SFIO      |
| Rue                   | Gabriel Deray         |       | SFIO      | Gérard Dumont       |       | RPF       |
| Villers-Bocage        | Richard Vilbert       |       | Rad.      | Richard Vilbert     |       | Rad.      |

*Conseillers généraux sortants ne se représentant pas
¹ Siège vacant à la suite du décès d'Henri Renu le 4 janvier 1949.

### Élus
| Partis              | Partis                                         | Conseillers sortants | Conseillers élus | Évolution     |
| ------------------- | ---------------------------------------------- | -------------------- | ---------------- | ------------- |
|                     | Parti radical-socialiste                       | 4                    | 8                | 4             |
|                     | Section française de l'Internationale ouvrière | 9                    | 7                | 2             |
|                     | Radicaux indépendants                          | 1                    | 1                | en stagnation |
| Total Centre-gauche | Total Centre-gauche                            | 14                   | 16               | 2             |
|                     | Rassemblement du peuple français               | 1                    | 4                | 3             |
|                     | Mouvement républicain populaire                | 1                    | /                | 1             |
| Total Droite        | Total Droite                                   | 2                    | 4                | 2             |
|                     | Parti communiste français                      | 5                    | 1                | 4             |
| Total Gauche        | Total Gauche                                   | 5                    | 1                | 4             |

### Groupes politiques
| Parti                                          | Sigle | Sigle     | Élus | Groupe                                  |
| ---------------------------------------------- | ----- | --------- | ---- | --------------------------------------- |
| Centre-gauche (29 sièges)                      |       |           |      |                                         |
| Parti radical-socialiste                       |       | Rad.      | 12   | Rassemblement des gauches républicaines |
| Radicaux indépendants                          |       | Rad. indé | 1    | Rassemblement des gauches républicaines |
| Républicains indépendants                      |       | RI        | 1    | Rassemblement des gauches républicaines |
| Section française de l'Internationale ouvrière |       | SFIO      | 15   | Socialiste                              |
| Gauche (6 sièges)                              |       |           |      |                                         |
| Parti communiste français                      |       | PCF       | 6    | Communiste                              |
| Droite (6 sièges)                              |       |           |      |                                         |
| Rassemblement du peuple français               |       | RPF       | 4    | RPF                                     |
| Mouvement républicain populaire                |       | MRP       | 2    | MRP                                     |
| Président du conseil général                   |       |           |      |                                         |
| Max Lejeune (SFIO)                             |       |           |      |                                         |